# Cargo Music
Cargo Music Inc. é uma gravadora dos Estados Unidos fundada em 1989 por Eric Goodis, Randy Boyd e Phillip Hill. A gravadora localiza-se na cidade de San Diego, estado da Califórnia.

## Artistas

### Atuais
- Comeback Kid

### Passados
- Rocket from the Crypt
- Drive Like Jehu
- 7 Seconds
- Blink-182